# Chentkaus II.
Chentkaus II. war eine altägyptische Königin und Königsgemahlin von Pharao Neferirkare, dem dritten König der 5. Dynastie im Alten Reich. Sie war die Mutter der nachfolgenden Könige Raneferef und Niuserre.

## Herkunft und Titel
Zur Herkunft von Chentkaus II. ist nichts bekannt, jedoch sind ihre Titel überliefert: Königsgemahlin (Ḥmt-njswt – Hemet-nisut) und Mutter des Königs (Mw.t-nswt – Mut-nesut). Teilweise erhalten gebliebene Reliefs aus ihrem Totentempel zeigen die Königin mit einer Uräusschlange an der Stirn und nennen den zweideutigen Titel „Mutter der beiden Könige von Ober- und Unterägypten“ und „König von Ober- und Unterägypten“ (Mw.t-nsw-bj.tj-nsw-bj.tj). Abgesehen von einer einstigen Verwechslung mit Königin Chentkaus I., die dieselben Titel trug,  kann Mw.t-nsw-bj.tj-nsw-bj.tj (Mut-nisut-biti nisu-biti) in beiden Varianten übersetzt werden. Dies würde bedeuten, dass Chentkaus II. auch als König über Ägypten regiert haben kann.

## Grabanlage

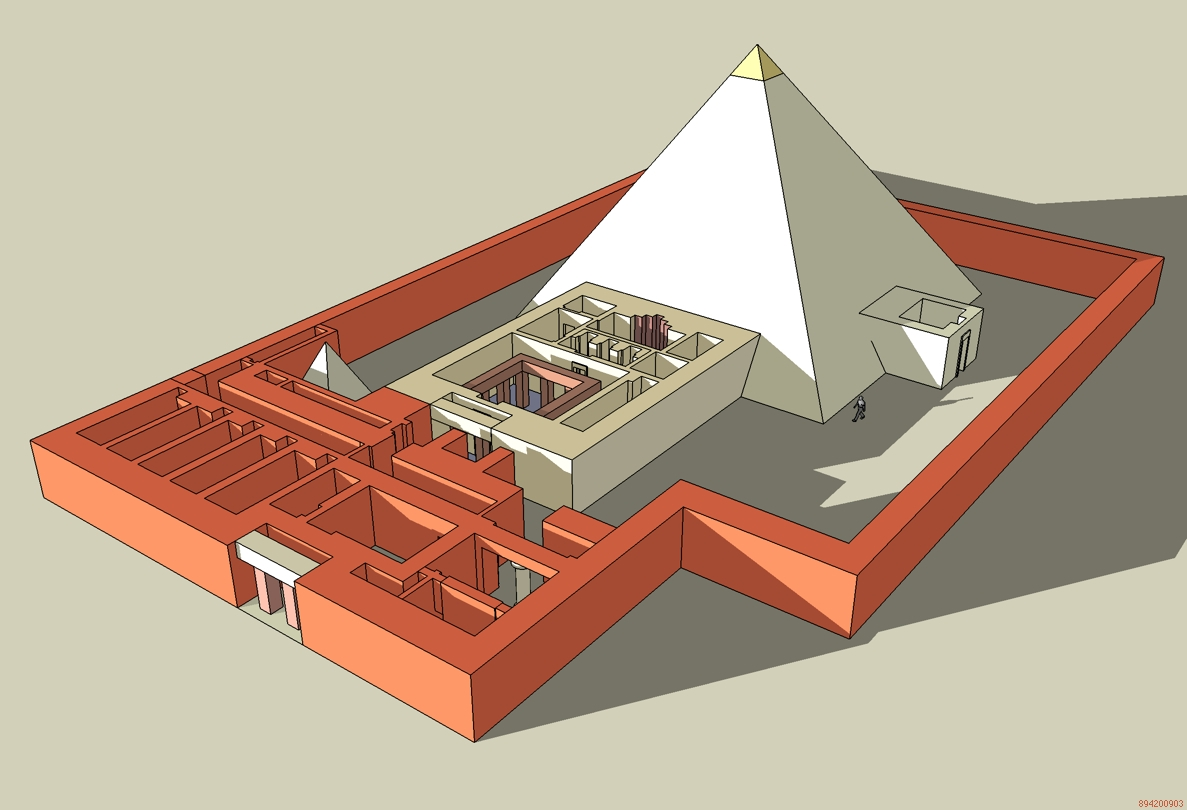
Rekonstruktion der Pyramide

Als das Grab Chentkaus II. gilt die Chentkaus-II.-Pyramide in der Nekropole von Abusir, die eine eigenständige Königinnenpyramide ist. Mit dem Errichten des Bauwerks wurde in der Regierungszeit von König Neferirkare begonnen. Die Arbeiten wurden aber dann in dessen 10. oder 11. Jahr, vermutlich aufgrund seines Todes, eingestellt. Fortgesetzt beziehungsweise vollendet wurde der Bau später unter dessen zweitem Sohn Niuserre. Aus Papyri aus dieser Zeit geht hervor, dass der Totentempel von Chentkaus II. unter anderem um die 16 Statuen der Königin enthalten hatte. Von der ehemals 17 Meter hohen Pyramide ist heute nur noch ein formloser Schutthügel erhalten. In der Grabkammer fanden sich Teile eines Sarkophags aus Rosengranit.